# Posrednik (casa editrice)
Posrednik (in russo Посредник?, Posrednik) è stata una casa editrice russa fondata nel 1884 e chiusa nel 1935 specializzata nella pubblicazione, con finalità educative, di testi letterari e divulgativi in lingua russa.

## Storia
La casa editrice fu fondata a San Pietroburgo nel 1884 per iniziativa di Tolstoj. Fu diretta dapprima da Vladimir Čertkov e Pavel Birjukov, e dal 1897 al 1925 da Ivan Ivanovič Gorbunov-Posadov. Dopo il 1917 pubblicò principalmente libri per bambini. La casa editrice ha cessato di esistere attorno al 1935.
L'intento iniziale di Vladimir Čertkov era la pubblicazione, con finalità educative, di una rivista a prezzi accessibili contenente testi letterari e divulgativi, quali ad esempio i racconti edificanti di Tolstoj, per lettori di libri popolari a basso costo, quali romanzi di avventura e feuilleton tradotti dal francese o dall'inglese. Konstantin Michajlovič Sibirjakov, un famoso filantropo russo, era pronto a finanziare il progetto. Il pittore e critico d'arte Ivan Nikolaevič Kramskoj propugnò l'importanza di pubblicare la riproduzione di opere d'arte figurative di artisti russi e stranieri. Venne pertanto richiesta la partecipazione di Ivan Dmitrievič Sytin, un editore specializzato nella stampa e nella diffusione di libri popolari e di riviste illustrate.
Nel 1885 furono aperti a San Pietroburgo un magazzino e un ufficio editoriale diretti da Birjukov. I primi volumi della Posrednik, tutti di Lev Tolstoj, furono stampati nell'aprile del 1885: Di che cosa vivono gli uomini? (in russo Чем люди живы??, Čem ljudi živy?), Dio vede quasi tutto, ma aspetta (in russo Бог правду видит, да не скоро скажет?, Bog pravdu vidit, da ne skoro skažet) e Il prigioniero del Caucaso (in russo Кавказский Пленник?, Kavkazskij Plennik). La casa editrice pubblicò testi divulgativi di agricoltura, medicina e arti figurative, saggi contro l'alcolismo. I testi di fiction rappresentavano tuttavia oltre i tre quarti del totale, oltre a testi di autori russi (per esempio, Garšin, Korolenko, Gor'kij, Kropotkin, Leskov) furono pubblicati traduzioni di autori stranieri (per esempio, Thoreau, Emerson, William Ellery Channing, Henry Fielding, ecc.). I volumi erano distribuiti dalla società di Sytin. I volumi della Posrednik erano stampati su carta di buona qualità e con buone illustrazioni a colori sulla prima e sull'ultima pagina. Nei primi due anni, la casa editrice riuscì a pubblicare solo 37 titoli. I libri ebbero successo soltanto presso i cosiddetti "intellettuali di campagna" (impiegati, sacerdoti, ecc.).
Nel 1892 la casa editrice si trasferì a Mosca, in via Arbat 36. Iniziò la riproduzione dei dipinti di artisti russi. Dal 1897 al 1925 la Posrednik fu diretta da Ivan Ivanovič Gorbunov-Posadov. Dopo la rivoluzione d'ottobre la Posrednik si dedicò  soprattutto alla pubblicazione di letteratura per ragazzi.

## Galleria d'immagini

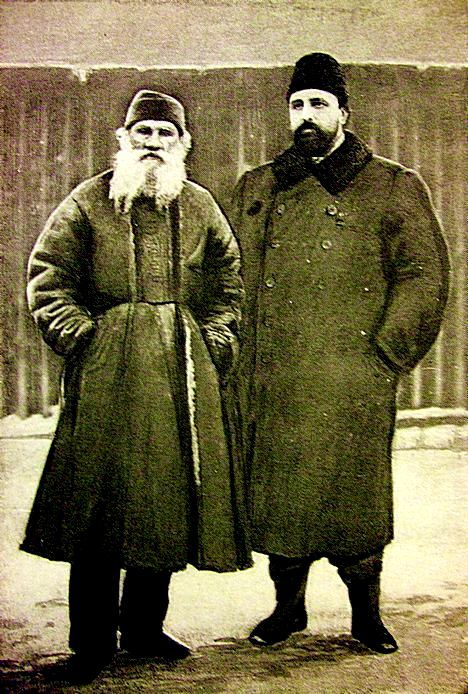
Tolstoj con Čertkov (1890-1900 circa)
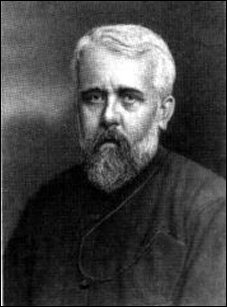
Pavel Ivanovič Birjukov
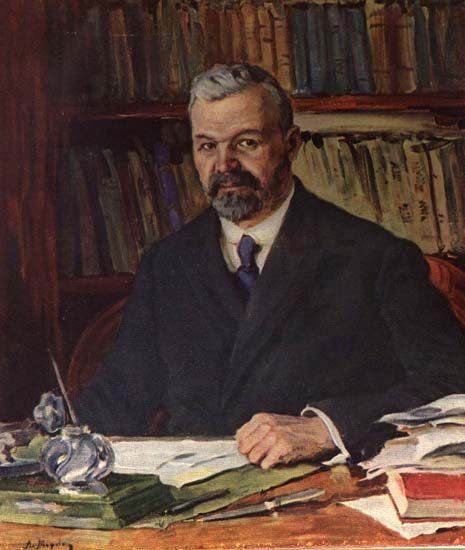
Ivan Dmitrievič Sytin
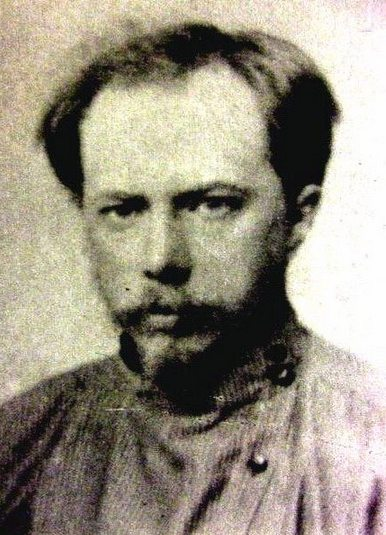
Ivan Ivanovič Gorbunov-Posadov